# Zagora (gmina Kotor)
Zagora (cyr. Загора) – wieś w Czarnogórze, w gminie Kotor. W 2011 roku liczyła 35 mieszkańców.